# 木曽郡

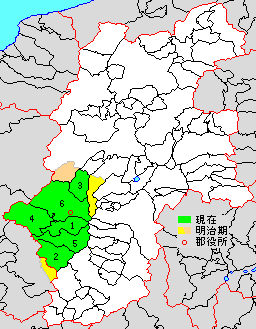
長野県木曽郡の範囲（1.上松町 2.南木曽町 3.木祖村 4.王滝村 5.大桑村 6.木曽町 薄緑：後に他郡から編入した区域 薄黄：後に他郡に編入した区域）

木曽郡（きそぐん）は、長野県の郡。
人口23,129人、面積1,546.17km²、人口密度15人/km²。（2025年2月1日、推計人口）
以下の3町3村を含む。
- 上松町（あげまつまち）
- 南木曽町（なぎそまち）
- 木祖村（きそむら）
- 王滝村（おうたきむら）
- 大桑村（おおくわむら）
- 木曽町（きそまち）

## 郡域
1879年（明治12年）に行政区画として発足した当時の郡域は、上記3町3村のほか、以下の区域にあたる。
- 松本市の一部（奈川）
- 塩尻市の一部（贄川・木曽平沢・奈良井）
- 岐阜県中津川市の一部（山口・馬籠・神坂）

## 歴史
系図史料には建御名方神の後裔弟武彦命が木蘇国造に任じられたと伝わるが、木蘇国造やその支配地域である木蘇国の実態は不明。
奈川村、楢川村を除いた大部分は元来、美濃国恵那郡の一部であったが、鎌倉時代もしくは室町時代に美濃国から分離され、信濃国筑摩郡に編入された。それ以前は鳥居峠及び境峠が信濃国と美濃国の境であった。江戸時代は奈川、贄川、奈良井の各村とともに尾張藩の領地に入り、贄川関所が松本藩と尾張藩の境であった。

### 郡発足までの沿革
- 明治初年時点で、信濃国筑摩郡のうち後の本郡域の全域が尾張名古屋藩領であった。「旧高旧領取調帳」に記載されている、明治初年時点での村は以下の通り。（32村）

| 知行 | 知行   | 村数 | 村名 |
| ---- | ------ | ---- | --- |
| 藩領 | 尾張藩 | 32村 | 湯舟沢村、馬籠村、山口村、田立村、妻籠村、蘭村、三留野村、柿其村、与川村、野尻村、長野村、殿村、須原村、荻原村、上松村、福島村、岩郷村、三尾村、黒沢村、王滝村、西野村、末川村、黒川村、上田村、原野村、宮越村、菅村、藪原村、荻曽村、奈川村、奈良井村、贄川村 |

- 明治4年
  - 7月14日（1871年8月29日） - 廃藩置県により名古屋県の管轄となる。
  - 9月 - 伊那県の管轄となる。
  - 11月20日（1871年12月31日） - 第1次府県統合により筑摩県の管轄となる。
- 明治7年（1874年）
  - 9月7日 - 下記の町村の統合が行われる。（24村）
    - 木祖村 ← 藪原村、菅村、荻曽村
    - 開田村 ← 西野村、末川村
    - 三岳村 ← 三尾村、黒沢村
    - 読書村 ← 三留野村、柿其村、与川村
    - 山田村 ← 山口村、田立村
    - 神坂村 ← 湯舟沢村、馬籠村

  - 11月7日 - 下記の町村の統合が行われる。（16村）
    - 福島村 ← 福島村、岩郷村
    - 新開村 ← 黒川村、上田村
    - 日義村 ← 原野村、宮越村
    - 駒ヶ根村 ← 荻原村、上松村
    - 大桑村 ← 野尻村、長野村、殿村、須原村
    - 吾妻村 ← 妻籠村、蘭村
- 明治9年（1876年）8月21日 - 第2次府県統合により長野県の管轄となる。

### 郡発足以降の沿革
- 明治12年（1879年）1月4日 - 郡区町村編制法の長野県での施行により、筑摩郡のうち24村の区域に行政区画としての西筑摩郡が発足。郡役所を福島村に設置。
- 明治14年（1881年）
  - 2月24日 - 山田村が分割され山口村・田立村となる。（17村）
  - 3月12日 - 大桑村が分割され野尻村・長野村・殿村・須原村となる。（20村）
  - 3月 - 開田村が分割され西野村・末川村となる。（21村）
  - 6月18日 - 駒ヶ根村が分割され荻原村・上松村・小川村となる。（23村）
- 明治16年（1883年）11月10日 - 木祖村が分割され藪原村・菅村・小木曽村となる。（25村）

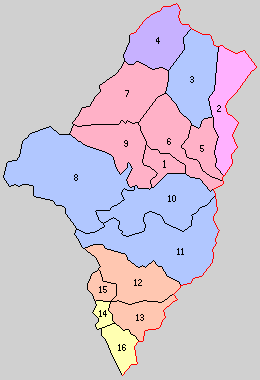
1.福島村 2.楢川村 3.木祖村 4.奈川村 5.日義村 6.新開村 7.開田村 8.王滝村 9.三岳村 10.駒ヶ根村 11.大桑村 12.読書村 13.吾妻村 14.山口村 15.田立村 16.神坂村（紫：松本市 桃：塩尻市 橙：南木曽町 赤：木曽町 黄：岐阜県中津川市 青：合併なし）

- 明治22年（1889年）4月1日 - 町村制の施行により、以下の町村が発足。現在の町村の所属郡は木曽郡。（16村）
  - 福島村（単独村制。現・木曽町）
  - 楢川村 ← 奈良井村、贄川村（現・塩尻市）
  - 木祖村 ← 藪原村、小木曽村、菅村（現存）
  - 奈川村（単独村制。現・松本市）
  - 日義村、新開村（それぞれ単独村制。現・木曽町）
  - 開田村 ← 西野村、末川村（現・木曽町）
  - 王滝村（単独村制。現存）
  - 三岳村（単独村制。現・木曽町）
  - 駒ヶ根村 ← 上松村、小川村、荻原村（現・上松町）
  - 大桑村 ← 長野村、須原村、殿村、野尻村（現存）
  - 読書村、吾妻村（それぞれ単独村制。現・南木曽町）
  - 山口村（単独村制。現・岐阜県中津川市）
  - 田立村（単独村制。現・南木曽町）
  - 神坂村（単独村制。現・岐阜県中津川市）
- 明治24年（1891年）4月1日 - 郡制を施行。
- 明治26年（1893年）5月27日 - 福島村が町制施行して福島町となる。（1町15村）
- 大正11年（1922年）9月1日 - 駒ヶ根村が町制施行・改称して上松町となる。（2町14村）
- 大正12年（1923年）4月1日 - 郡会が廃止。郡役所は存続。
- 大正15年（1926年）7月1日 - 郡役所が廃止。以降は地域区分名称となる。
- 昭和23年（1948年）6月1日 - 奈川村の所属郡が南安曇郡に変更。（2町13村）
- 昭和33年（1958年）
  - 10月14日 - 神坂村の一部[1]が山口村に編入。
  - 10月15日 - 神坂村が岐阜県中津川市に編入。（2町12村）
- 昭和36年（1961年）1月1日 - 読書村・吾妻村・田立村が合併して南木曽町が発足。（3町9村）
- 昭和42年（1967年）4月3日 - 福島町・新開村が合併して木曽福島町が発足。（3町8村）
- 昭和43年（1968年）5月1日 - 西筑摩郡が改称して、木曽郡となる。この変更は、前年の暮れに西筑摩町村会が、観光開発や産業振興には木曽のほうが名前が知られているので有利、県や国の出先機関も地方事務所を除いて木曽の名を使っている、地域には木曽を使った固有名詞が多い、住民のアンケートでも大多数が改称を望んでいる、などとして県に改称を申請していたものだった。郡名変更案は、2月の定例県会で可決された[2]。
- 平成17年（2005年）
  - 2月13日 - 山口村が岐阜県中津川市に編入。（3町7村）
  - 4月1日 - 楢川村が塩尻市に編入。（3町6村）
  - 11月1日 - 木曽福島町・日義村・開田村・三岳村が合併して木曽町が発足。（3町3村）

### 変遷表
| 明治7年以前 | 明治7年 - 明治11年 西筑摩郡発足まで | 明治12年 - 明治22年3月末  | 明治22年 4月1日 町村制施行 | 明治22年 - 昭和19年            | 昭和20年 - 昭和64年             | 平成元年 - 現在                | 現在            |
| ----------- | ----------------------------------- | ------------------------- | -------------------------- | ------------------------------ | ------------------------------- | ------------------------------ | --------------- |
| 福島村      | 明治7年11月7日 福島村               | 福島村                    | 福島村                     | 明治26年5月27日 町制           | 昭和42年4月3日 木曽福島町       | 平成17年11月1日 木曽町         | 木曽町          |
| 岩郷村      | 明治7年11月7日 福島村               | 福島村                    | 福島村                     | 明治26年5月27日 町制           | 昭和42年4月3日 木曽福島町       | 平成17年11月1日 木曽町         | 木曽町          |
| 黒川村      | 明治7年11月7日 新開村               | 新開村                    | 新開村                     | 新開村                         | 昭和42年4月3日 木曽福島町       | 平成17年11月1日 木曽町         | 木曽町          |
| 上田村      | 明治7年11月7日 新開村               | 新開村                    | 新開村                     | 新開村                         | 昭和42年4月3日 木曽福島町       | 平成17年11月1日 木曽町         | 木曽町          |
| 原野村      | 明治7年11月7日 日義村               | 日義村                    | 日義村                     | 日義村                         | 日義村                          | 平成17年11月1日 木曽町         | 木曽町          |
| 宮越村      | 明治7年11月7日 日義村               | 日義村                    | 日義村                     | 日義村                         | 日義村                          | 平成17年11月1日 木曽町         | 木曽町          |
| 西野村      | 明治7年9月7日 開田村                | 明治14年3月 西野村        | 開田村                     | 開田村                         | 開田村                          | 平成17年11月1日 木曽町         | 木曽町          |
| 末川村      | 明治7年9月7日 開田村                | 明治14年3月 末川村        | 開田村                     | 開田村                         | 開田村                          | 平成17年11月1日 木曽町         | 木曽町          |
| 三尾村      | 明治7年9月7日 三岳村                | 三岳村                    | 三岳村                     | 三岳村                         | 三岳村                          | 平成17年11月1日 木曽町         | 木曽町          |
| 黒沢村      | 明治7年9月7日 三岳村                | 三岳村                    | 三岳村                     | 三岳村                         | 三岳村                          | 平成17年11月1日 木曽町         | 木曽町          |
| 上松村      | 明治7年11月7日 駒ヶ根村             | 明治14年6月18日 上松村    | 駒ヶ根村                   | 大正11年9月1日 町制改称 上松町 | 上松町                          | 上松町                         | 上松町          |
| 上松村      | 明治7年11月7日 駒ヶ根村             | 明治14年6月18日 小川村    | 駒ヶ根村                   | 大正11年9月1日 町制改称 上松町 | 上松町                          | 上松町                         | 上松町          |
| 荻原村      | 明治7年11月7日 駒ヶ根村             | 明治14年6月18日 荻原村    | 駒ヶ根村                   | 大正11年9月1日 町制改称 上松町 | 上松町                          | 上松町                         | 上松町          |
| 王滝村      | 王滝村                              | 王滝村                    | 王滝村                     | 王滝村                         | 王滝村                          | 王滝村                         | 王滝村          |
| 長野村      | 明治7年11月7日 大桑村               | 明治14年3月12日 長野村    | 大桑村                     | 大桑村                         | 大桑村                          | 大桑村                         | 大桑村          |
| 須原村      | 明治7年11月7日 大桑村               | 明治14年3月12日 須原村    | 大桑村                     | 大桑村                         | 大桑村                          | 大桑村                         | 大桑村          |
| 殿村        | 明治7年11月7日 大桑村               | 明治14年3月12日 殿村      | 大桑村                     | 大桑村                         | 大桑村                          | 大桑村                         | 大桑村          |
| 野尻村      | 明治7年11月7日 大桑村               | 明治14年3月12日 野尻村    | 大桑村                     | 大桑村                         | 大桑村                          | 大桑村                         | 大桑村          |
| 藪原村      | 明治7年9月7日 木祖村                | 明治16年11月10日 藪原村   | 木祖村                     | 木祖村                         | 木祖村                          | 木祖村                         | 木祖村          |
| 小木曽村    | 明治7年9月7日 木祖村                | 明治16年11月10日 小木曽村 | 木祖村                     | 木祖村                         | 木祖村                          | 木祖村                         | 木祖村          |
| 菅村        | 明治7年9月7日 木祖村                | 明治16年11月10日 菅村     | 木祖村                     | 木祖村                         | 木祖村                          | 木祖村                         | 木祖村          |
| 奈川村      | 奈川村                              | 奈川村                    | 奈川村                     | 奈川村                         | 昭和23年6月1日 南安曇郡奈川村   | 平成17年4月1日 松本市に編入    | 松本市          |
| 奈良井村    | 奈良井村                            | 奈良井村                  | 楢川村                     | 楢川村                         | 楢川村                          | 平成17年4月1日 塩尻市に編入    | 塩尻市          |
| 贄川村      | 贄川村                              | 贄川村                    | 楢川村                     | 楢川村                         | 楢川村                          | 平成17年4月1日 塩尻市に編入    | 塩尻市          |
| 三留野村    | 明治7年9月7日 読書村                | 読書村                    | 読書村                     | 読書村                         | 昭和36年1月1日 南木曽町         | 南木曽町                       | 南木曽町        |
| 柿其村      | 明治7年9月7日 読書村                | 読書村                    | 読書村                     | 読書村                         | 昭和36年1月1日 南木曽町         | 南木曽町                       | 南木曽町        |
| 与川村      | 明治7年9月7日 読書村                | 読書村                    | 読書村                     | 読書村                         | 昭和36年1月1日 南木曽町         | 南木曽町                       | 南木曽町        |
| 妻籠村      | 明治7年11月7日 吾妻村               | 吾妻村                    | 吾妻村                     | 吾妻村                         | 昭和36年1月1日 南木曽町         | 南木曽町                       | 南木曽町        |
| 蘭村        | 明治7年11月7日 吾妻村               | 吾妻村                    | 吾妻村                     | 吾妻村                         | 昭和36年1月1日 南木曽町         | 南木曽町                       | 南木曽町        |
| 田立村      | 明治7年9月7日 山田村                | 明治14年2月24日 田立村    | 田立村                     | 田立村                         | 昭和36年1月1日 南木曽町         | 南木曽町                       | 南木曽町        |
| 山口村      | 明治7年9月7日 山田村                | 明治14年2月24日 山口村    | 山口村                     | 山口村                         | 山口村                          | 平成17年2月13日 中津川市に編入 | 岐阜県 中津川市 |
| 馬籠村      | 明治7年9月7日 神坂村                | 神坂村                    | 神坂村                     | 神坂村                         | 昭和33年10月14日 山口村に編入   | 平成17年2月13日 中津川市に編入 | 岐阜県 中津川市 |
| 湯舟沢村    | 明治7年9月7日 神坂村                | 神坂村                    | 神坂村                     | 神坂村                         | 昭和33年10月15日 中津川市に編入 | 中津川市                       | 岐阜県 中津川市 |

## 行政
歴代郡長
| 代 | 氏名       | 就任年月日                 | 退任年月日                | 備考                   |
| -- | ---------- | -------------------------- | ------------------------- | ---------------------- |
| 1  | 高島正勝   | 明治12年（1879年）1月4日   |                           |                        |
| 2  | 関口侯彦   | 明治14年（1881年）2月19日  |                           |                        |
| 3  | 村地広賁   | 明治15年（1882年）6月19日  |                           |                        |
| 4  | 坂本俊秀   | 明治19年（1886年）9月3日   |                           |                        |
| 5  | 小島義知   | 明治23年（1890年）10月13日 |                           |                        |
| 6  | 伊谷脩     | 明治25年（1892年）2月28日  |                           |                        |
| 7  | 渡部秀之丞 | 明治32年（1899年）2月15日  |                           |                        |
| 8  | 宮沢宗三郎 | 明治39年（1906年）3月12日  |                           |                        |
| 9  | 犬童長豊   | 明治41年（1908年）12月23日 |                           |                        |
| 10 | 平川房吉   | 明治42年（1909年）12月27日 |                           |                        |
| 11 | 乾長昭     | 大正3年（1914年）3月13日   |                           |                        |
| 12 | 松下金六   | 大正3年（1914年）9月29日   |                           |                        |
| 13 | 渡辺盛太郎 | 大正5年（1916年）7月20日   |                           |                        |
| 14 | 泉対信之助 | 大正5年（1914年）8月7日    |                           |                        |
| 15 | 園田竹熊   | 大正7年（1916年）7月12日   |                           |                        |
| 16 | 川瀬宇吉   | 大正11年（1922年）3月28日  |                           |                        |
| 17 | 羽生秀三郎 | 大正13年（1924年）3月31日  | 大正15年（1926年）6月30日 | 郡役所廃止により、廃官 |

## 関連文献
- 『木曽福島町史』
- 『西筑摩郡誌』西筑摩郡、1915年。NDLJP:1877635。